# Европейская коалиция
Европейская коалиция (пол. Koalicja Europejska, KE) была предвыборной коалицией в Польше, основанной в 2019 году по инициативе группы бывших премьер-министров и бывших министров иностранных дел, в том числе Ежи Бузеком, Эвой Копач, Гжегожем Схетиной и Радославом Сикорским. Основатели заявили о своём желании составить «единый широкий список на выборах в Европарламент, целью которого было бы восстановление сильных позиций Польши в Европейском Союзе». Коалиция должна была быть проевропейской и центристской.
В коалицию входили: Союз демократических левых сил (с 16 февраля), Зелёные (с 17 февраля), Сейчас! (с 18 февраля), Гражданская платформа (с 21 февраля), Современная, Демократическая партия (с 22 февраля), Польская народная партия, Уния европейских демократов (с 23 Февраль), Социал-демократия Польши (с 2 марта), Свобода и равенство (с 3 марта), Лига польских семей (с 11 марта) и Феминистская инициатива (с 15 марта).Партию поддержали «Жёлтые жилеты», «Фиолетовые» и даже потомки Бенито Муссолини. Коалиция также заручилась поддержкой Барбары Новацкой и её движения, Польской инициативы и общественной организации «Комитет защиты демократии».
Коалиция заняла второе место на выборах в Европейский парламент в 2019 году и получила 38,5 % голосов. Эти неутешительные результаты привели к тому, что аграрная Польская народная партия (PSL) отказалась от участия в коалиции и создала вместо неё Польскую коалицию без участия левых партий.

## Подписавшие

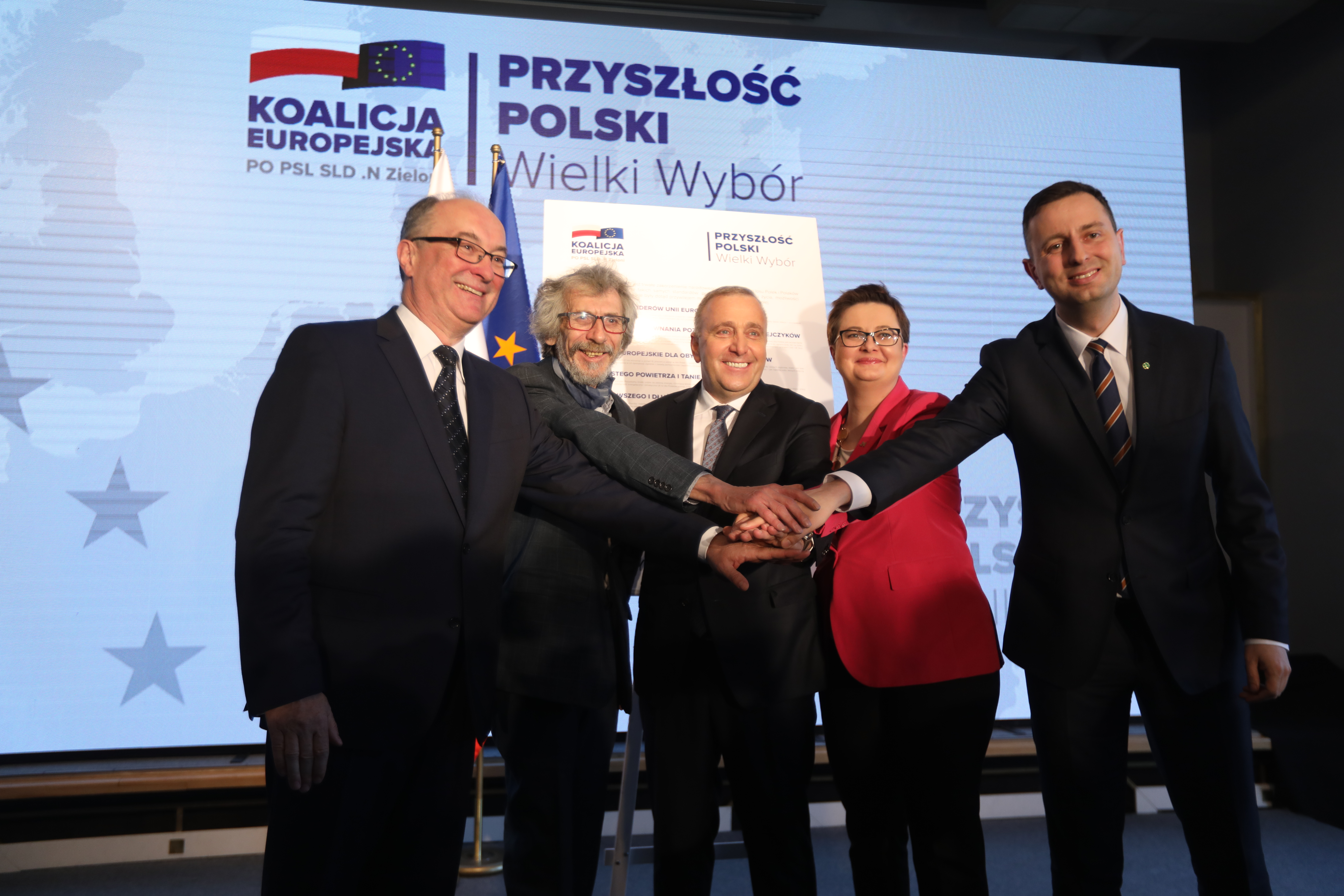
Лидеры Европейской коалиции

Среди видных лиц, подписавших обращение об учреждении Европейской коалиции были:
- Марек Белька (SLD), бывший премьер-министр (2004-2005), бывший президент Национального банка Польши (2010-16)
- Ежи Бузек (ЗП), бывший премьер-министр (1997-2001), бывший президент Европейского парламента (2009—2012)
- Влодзимеж Цимошевич (SLD), бывший премьер-министр (1996-1997), бывший министр иностранных дел (2001-05)
- Эва Копач (ЗП), бывший премьер-министр (2014-2015), бывший маршал Сейма (2011-2014)
- Казимеж Марцинкевич (экс-PiS), бывший премьер-министр (2005-2006)
- Лешек Миллер (SLD), бывший премьер-министр (2001—2004)
- Адам Даниэль Ротфельд, бывший министр иностранных дел (2005 г.)
- Гжегож Схетына (ПО), лидер ПО (с 2016 г.), бывший министр иностранных дел (2014-15), бывший маршал Сейма (2010-11)
- Радослав Сикорский (PO), бывший министр иностранных дел (2007—2014), бывший маршал Сейма (2014-15)
- Ханна Сухоцкая (экс-UD / UW), бывший премьер-министр (1992-1993)[16]

## Кандидаты
Списки Европейской коалиции в 13 округах возглавляли:
- 1-й округ (Поморский): Януш Левандовски (ПО)
- 2-й округ (Куявско-Поморское): Радослав Сикорский (ПО)
- 3-й округ (Подляское и Варминско-Мазурское): Томаш Франковский (ПО)
- 4-й округ (Варшава): Влодзимеж Цимошевич (SLD)
- 5-й округ (Мазовецкое, кроме Варшавы): Ярослав Калиновский (PSL)
- 6-й округ (Лодзь): Марек Белька (SLD)
- 7-й округ (Великая Польша): Эва Копач (PO)
- 8-й округ (Люблин):Кшиштоф Гетьман (PSL)
- 9-й округ (Подкарпатское воеводство): Чеслав Секерский (PSL)
- 10-й округ (Малая Польша и Свентокшиское воеводство): Роза Грефин[англ.] (PO)
- 11-й округ (Силезский): Ежи Бузек (ПО)
- 12-й округ (Нижняя Силезия и Ополе): Янина Охойская (беспартийная, Польская гуманитарная деятельность)
- 13-й округ (Любушский и Западно-Поморский): Богуслав Либерацкий (SLD)[17][18]